# Lijst van voetbalinterlands Jordanië - Marokko
Deze lijst van voetbalinterlands is een overzicht van alle officiële voetbalwedstrijden tussen de nationale teams van Jordanië en Marokko. De landen hebben tot op heden drie keer tegen elkaar gespeeld. De eerste ontmoeting, een vriendschappelijk duel, vond plaats op 26 september 1974 in Damascus (Syrië). De laatste confrontatie, een groepswedstrijd tijdens de FIFA Arab Cup 2021, werd gespeeld in Ar Rayyan (Qatar) op 4 december 2021.

## Wedstrijden
| № | Plaats    | Datum             | Competitie         | Wedstrijd          | Uitslag |
| - | --------- | ----------------- | ------------------ | ------------------ | ------- |
| 1 | Damascus  | 26 september 1974 | Vriendschappelijk  | Jordanië − Marokko | 1 − 2   |
| 2 | Damascus  | 12 oktober 1976   | Vriendschappelijk  | Jordanië − Marokko | 0 − 3   |
| 3 | Ar Rayyan | 4 december 2021   | FIFA Arab Cup 2021 | Jordanië − Marokko | 0 − 4   |

## Samenvatting
| Competitie        | Totaal gespeeld | Winst Jordanië | Gelijk | Winst Marokko | Doelsaldo Jordanië – Marokko |
| ----------------- | --------------- | -------------- | ------ | ------------- | ---------------------------- |
| FIFA Arab Cup     | 1               | 0              | 0      | 1             | 0 − 4                        |
| Vriendschappelijk | 2               | 0              | 0      | 2             | 1 – 5                        |
| Totaal            | 3               | 0              | 0      | 3             | 1 – 9                        |

JFA · A-internationals · Bondscoaches · Selecties · Jordaans vrouwenelftal · Olympisch elftal · Jordanië U20 · Jordanië U19 · Jordanië U18 · Jordanië U17
1953 – 1969 · 
1970 – 1979 · 
1980 – 1989 · 
1990 – 1999 · 
2000 – 2009 · 
2010 – 2019 ·
2020 − 2029
1953 · 
1954 · 1955 · 1956 · 
1957 · 
1958 · 1959 · 1960 · 1961 · 1962 · 
1963 · 
1964 · 
1965 · 
1966 · 
1967 · 1967 · 1969 · 1970 · 
1971 · 
1972 · 1973 · 
1974 · 
1975 · 
1976 · 
1977 · 1978 · 1979 · 1980 · 
1981 · 
1982 · 
1983 · 
1984 · 
1985 · 
1986 · 
1987 · 
1988 · 
1989 · 
1990 · 
1991 · 
1992 · 
1993 · 
1994 · 1995 · 
1996 · 
1997 · 
1998 · 
1999 · 
2000 · 
2001 · 
2002 · 
2003 · 
2004 · 
2005 · 
2006 · 
2007 · 
2008 · 
2009 · 
2010 · 
2011 · 
2012 · 
2013 · 
2014 ·
2015 ·
2016 ·
2017 ·
2018 ·
2019 ·
2020 ·
2021 ·
2022 ·
2023
Afghanistan ·
Albanië ·
Algerije ·
Armenië ·
Australië ·
Azerbeidzjan ·
Bahrein ·
Bangladesh ·
Bosnië en Herzegovina ·
Bulgarije ·
Cambodja ·
China ·
Colombia ·
Cyprus ·
Ecuador ·
Egypte ·
Estland ·
Filipijnen ·
Finland ·
Georgië ·
Haïti ·
Hongarije ·
Hongkong ·
India ·
Indonesië ·
Irak ·
Iran ·
Ivoorkust ·
Jamaica ·
Japan ·
Jemen ·
Kazachstan ·
Kenia ·
Kirgizië ·
Koeweit ·
Kosovo ·
Kroatië ·
Laos ·
Libanon ·
Libië ·
Litouwen ·
Maleisië ·
Malta ·
Marokko ·
Mauritanië ·
Moldavië ·
Nepal ·
Nieuw-Zeeland ·
Nigeria ·
Noord-Korea ·
Noorwegen ·
Oezbekistan ·
Oman ·
Pakistan ·
Palestina ·
Paraguay ·
Qatar ·
Saoedi-Arabië ·
Servië ·
Sierra Leone ·
Singapore ·
Slowakije ·
Soedan ·
Spanje ·
Sri Lanka ·
Syrië ·
Tadzjikistan ·
Taiwan ·
Thailand ·
Trinidad en Tobago ·
Tsjaad ·
Tunesië ·
Turkmenistan ·
Uruguay ·
Verenigde Arabische Emiraten ·
Vietnam ·
Wit-Rusland · 
Zambia ·
Zimbabwe ·
Zuid-Jemen ·
Zuid-Korea ·
Zuid-Soedan ·
Zweden
FRMF · A-internationals · Bondscoaches · Marokkaans vrouwenelftal · Olympisch elftal · Lokaal · Marokko U23 · Marokko U21 · Marokko U20 · Marokko U19 · Marokko U18 · Marokko U17
1950 – 1959 ·
1960 – 1969 ·
1970 – 1979 ·
1980 – 1989 ·
1990 – 1999 ·
2000 – 2009 ·
2010 – 2019 ·
2020 − 2029
WK 1970 ·
WK 1986 ·
WK 1994 ·
WK 1998 ·
WK 2018 ·
WK 2022
OS 1964 ·
OS 1972 ·
OS 1984 ·
OS 1992 ·
OS 2000 ·
OS 2004 ·
OS 2012
1944 · 
1957 · 
1958 · 
1959 · 
1960 · 
1961 · 
1962 · 
1963 · 
1964 · 
1965 · 
1966 · 
1967 · 
1968 · 
1969 · 
1970 · 
1971 · 
1972 · 
1973 · 
1974 · 
1975 · 
1976 · 
1977 · 
1978 · 
1979 · 
1980 · 
1981 · 
1982 · 
1983 · 
1984 · 
1985 · 
1986 · 
1987 · 
1988 · 
1989 · 
1990 · 
1991 · 
1992 · 
1993 · 
1994 · 
1995 · 
1996 · 
1997 · 
1998 · 
1999 · 
2000 · 
2001 · 
2002 · 
2003 · 
2004 · 
2005 · 
2006 · 
2007 · 
2008 · 
2009 · 
2010 · 
2011 · 
2012 · 
2013 · 
2014 ·
2015 ·
2016 ·
2017 ·
2018 ·
2019 ·
2020 ·
2021 ·
2022 ·
2023 ·
2024
Albanië ·
Algerije ·
Angola ·
Argentinië ·
Armenië ·
Australië ·
Bahrein ·
België ·
Benin ·
Botswana ·
Brazilië ·
Bulgarije ·
Burkina Faso ·
Burundi ·
Canada ·
Centraal-Afrikaanse Republiek ·
Chili ·
China ·
Colombia ·
Comoren ·
Congo-Brazzaville ·
Congo-Kinshasa ·
Costa Rica ·
DDR ·
Denemarken ·
Duitsland ·
Egypte ·
Engeland ·
Equatoriaal-Guinea ·
Estland ·
Ethiopië ·
Finland ·
Frankrijk ·
Gabon ·
Gambia ·
Georgië ·
Ghana ·
Griekenland ·
Guinee ·
Guinee-Bissau ·
Hongkong ·
Ierland ·
India ·
Indonesië ·
Irak ·
Iran ·
Italië ·
Ivoorkust ·
Jamaica ·
Jemen ·
Joegoslavië ·
Jordanië ·
Kaapverdië ·
Kameroen ·
Kenia ·
Koeweit ·
Kroatië ·
Lesotho ·
Libanon ·
Liberia ·
Libië ·
Luxemburg ·
Malawi ·
Maleisië ·
Mali ·
Mauritanië ·
Mexico ·
Mozambique ·
Myanmar ·
Namibië ·
Nederland ·
Nieuw-Zeeland ·
Niger ·
Nigeria ·
Noord-Ierland ·
Noorwegen ·
Oeganda ·
Oekraïne ·
Oezbekistan ·
Oman ·
Palestina ·
Paraguay ·
Peru ·
Polen ·
Portugal ·
Qatar ·
Roemenië ·
Rusland ·
Rwanda ·
Saoedi-Arabië ·
Sao Tomé en Principe ·
Schotland ·
Senegal ·
Servië ·
Sierra Leone ·
Slowakije ·
Soedan ·
Somalië ·
Sovjet-Unie ·
Spanje ·
Syrië ·
Tanzania ·
Thailand ·
Togo ·
Trinidad en Tobago ·
Tsjechië ·
Tunesië ·
Uruguay ·
Verenigde Arabische Emiraten ·
Verenigde Staten ·
Zambia ·
Zimbabwe ·
Zuid-Afrika ·
Zuid-Jemen ·
Zuid-Korea ·
Zwitserland
België (2022) · 
Frankrijk (2022) ·
Iran (2018) · 
Kroatië (2022, 1) ·
Kroatië (2022, 2) ·
Portugal (2018) · 
Portugal (2022) ·
Spanje (2018) ·
Spanje (2022)